# Chille
Chille és un municipi francès situat al departament del Jura i a la regió de Borgonya - Franc Comtat. L'any 2007 tenia 331 habitants.

## Demografia

### Població
El 2007 la població de fet de Chille era de 331 persones. Hi havia 124 famílies de les quals 20 eren unipersonals (8 homes vivint sols i 12 dones vivint soles), 36 parelles sense fills, 60 parelles amb fills i 8 famílies monoparentals amb fills.
La població ha evolucionat segons el següent gràfic:
Habitants censats

### Habitatges
El 2007 hi havia 131 habitatges, 122 eren l'habitatge principal de la família, 5 eren segones residències i 4 estaven desocupats. 126 eren cases i 5 eren apartaments. Dels 122 habitatges principals, 111 estaven ocupats pels seus propietaris i 11 estaven llogats i ocupats pels llogaters; 1 tenia dues cambres, 7 en tenien tres, 23 en tenien quatre i 91 en tenien cinc o més. 110 habitatges disposaven pel capbaix d'una plaça de pàrquing. A 37 habitatges hi havia un automòbil i a 82 n'hi havia dos o més.

### Piràmide de població
La piràmide de població per edats i sexe el 2009 era:
| Homes | Edats   | Dones |
| ----- | ------- | ----- |
| 0     | 95 o +  | 0     |
| 0     | 90 a 94 | 0     |
| 0     | 85 a 89 | 0     |
| 0     | 80 a 84 | 0     |
| 8     | 75 a 79 | 4     |
| 4     | 70 a 74 | 0     |
| 4     | 65 a 69 | 4     |
| 16    | 60 a 64 | 12    |
| 0     | 55 a 59 | 4     |
| 20    | 50 a 54 | 8     |
| 16    | 45 a 49 | 16    |
| 16    | 40 a 44 | 8     |
| 0     | 35 a 39 | 12    |
| 8     | 30 a 34 | 8     |
| 4     | 25 a 29 | 8     |
| 0     | 20 a 24 | 4     |
| 28    | 15 a 19 | 8     |
| 12    | 10 a 14 | 8     |
| 4     | 5 a 9   | 12    |
| 8     | 0 a 4   | 4     |

## Economia
El 2007 la població en edat de treballar era de 213 persones, 170 eren actives i 43 eren inactives. De les 170 persones actives 157 estaven ocupades (89 homes i 68 dones) i 13 estaven aturades (5 homes i 8 dones). De les 43 persones inactives 14 estaven jubilades, 18 estaven estudiant i 11 estaven classificades com a «altres inactius».

### Ingressos
El 2009 a Chille hi havia 127 unitats fiscals que integraven 346 persones, la mediana anual d'ingressos fiscals per persona era de 22.988 €.

### Activitats econòmiques
Dels 11 establiments que hi havia el 2007, 3 eren d'empreses de construcció, 2 d'empreses de comerç i reparació d'automòbils, 2 d'empreses d'hostatgeria i restauració, 2 d'empreses immobiliàries, 1 d'una entitat de l'administració pública i 1 d'una empresa classificada com a «altres activitats de serveis».
Dels 3 establiments de servei als particulars que hi havia el 2009, 1 era un guixaire pintor, 1 electricista i 1 empresa de construcció.
L'any 2000 a Chille hi havia 5 explotacions agrícoles.

## Poblacions més properes
El següent diagrama mostra les poblacions més properes.